# Планктон: Филмът
„Планктон: Филмът“ (на английски: Plankton: The Movie) е американски анимационен филм от 2025 г., базиран на анимационния сериал „Спондж Боб Квадратни гащи“, създаден от Стивън Хилънбърг, и е вторият спиноф филм след Saving Bikini Bottom: The Sandy Cheeks Movie (2024). Режисьор е Дейв Нийдъм, а сценарият е на господин Лорънс, Каз и Крис Вискарди. Филмът излезе на 7 март 2025 г. в стрийминг платформата „Нетфликс“ през 2025 г.

## Актьорски състав
- господин Лорънс – Планктон
- Джил Тали – Карън
- Том Кени – Спондж Боб Квадратни гащи
- Бил Фагърбаки – Патрик Звездата
- Роджър Бъмпас – Сепия Пипала
- Кланси Браун – господин Рак
- Карълайн Лорънс – Санди Чийкс

## Производство
През юни 2024 г. е съобщено, че вторият спиноф на поредицата „Спондж Боб Квадратни гащи“ след Saving Bikini Bottom: The Sandy Cheeks Movie е в производство. Озаглавен като „Планктон: Филмът“, филмът ще включва Планктон като главен персонаж. Актьорският състав на сериала включва господин Лорънс (гласът на Планктон), Джил Тали, Том Кени, Бил Фагърбаки, Карълайн Лорънс, Кланси Браун и Роджър Бъмпас са повтърдени да се завърнат в ролите си. Дейв Нийдъм е обявен като режисьор на филма. Господин Лорънс е съсценарист на филма с Каз и Крис Вискарди.